# Río Kureika
El río Kureika (también transcrito como Kurejka) (en ruso:  Курейка) es un largo y caudaloso río asiático del norte de la Siberia rusa, un afluente del curso inferior del río Yeniséi. Su longitud total es de 888 km y su cuenca drena una superficie de 44.700 km² (mayor que países como Dinamarca y algo más pequeño que Estonia).
Administrativamente, el río discurre íntegramente por el krai de Krasnoyarsk de la Federación de Rusia.

## Geografía
El río Kureika nace en la meseta de Putorana, en la sección nororiental de la meseta de Siberia Central, a unos 250 km al norte del círculo polar ártico. El río se dirige primero durante más de 200 km hacia el sur, y luego gira y recorre un trayecto similar hacia el noroeste. Finalmente, se encamina hacia el sureste, drenando la vertiente meridional de la meseta de Putorama. En este tramo pasa por las pequeñas localidades de Svetlogorsk, Kueinskii Rudnik y Ust'Munduika, donde comienza la cola del embalse de una gran central hidroeléctrica, la presa del Kureika (1984-90). Hasta el final el río está embalsado, pasando por Serkovo y desembocando por la derecha en el río Yeniséi —en Ust'-Kureika (literalmente en ruso, boca del Kureika), cerca de la localidad homónima de Kureika—, entre Igarka (8627 hab. en 2002) y Turujansk (4849 hab. en 2002).
El río corre a través de una zona muy remota, de modo que en su curso no encuentra ningún gran centro urbano y muy pocos asentamientos.
Al igual que todos los ríos siberianos, sufre largos períodos de heladas (siete meses al año, desde octubre a finales de mayo) y amplias extensiones de suelo permanecen permanentemente congeladas en profundidad (permafrost). Al llegar la época del deshielo, como se deshielan primero las zonas más al sur, inunda amplias zonas próximas a las riberas.
El río es navegable durante casi 200 km río arriba desde la boca.